# AN/SPS-43

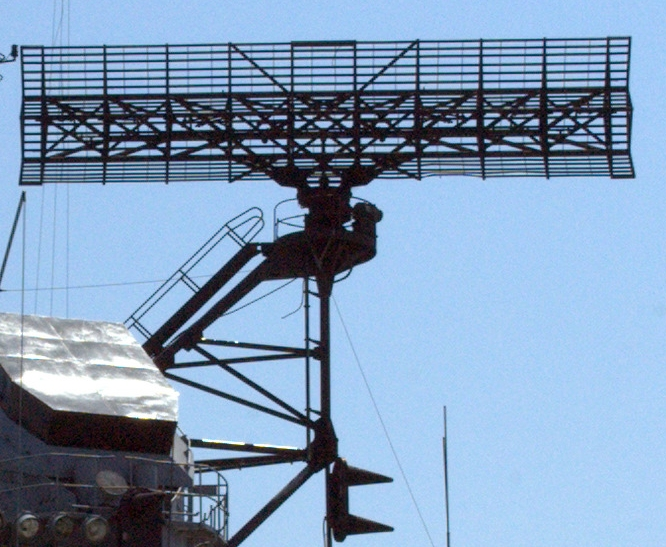
AN/SPS-43

Das AN/SPS-43 (auch AN/SPS-37A) (beides JETDS-Bezeichnungen) war ein schiffsgestütztes 2D-Luftraumsuchradar mit großer Reichweite. Es wurde von dem US-Konzern Westinghouse entwickelt und hergestellt.

## Beschreibung
Ursprünglich wurde das SPS-43 als SPS-37A bezeichnet, da es eigentlich nur eine Weiterentwicklung mit vergrößerter Antenne (12,8 m) und überarbeiteten Komponenten darstellte. Das System wurde im Jahre 1961 eingeführt und später durch das AN/SPS-49 abgelöst, sodass es heute auf keinem aktiven Schiff der US Navy mehr zu finden ist. Das Radar arbeitete mit 0,2 GHz und besaß eine Reichweite von maximal 480 km. Insgesamt wurde 49 Anlagen ausgeliefert.

## Plattformen
Forrestal-Klasse, Midway-Klasse, Nimitz-Klasse, Essex-Klasse, John F. Kennedy, Baltimore-Klasse